# Francis Buchanan-Hamilton
Pour les articles homonymes, voir Buchanan et Hamilton.
Francis Buchanan-Hamilton est un  botaniste et un  zoologiste écossais né le 15 février 1762 à Callander dans le Perthshire et mort le 15 juin 1829 dans cette même ville.

## Biographie
Il fait ses études de médecine à l’université d’Édimbourg. Après avoir servi comme médecin de bord dans la marine marchande et avoir fait de nombreux voyages en Asie, il entre dans le Service médical du Bengale en 1794, fonction qu’il conserve jusqu’en 1815. Pendant cette période, il fait de nombreuses recherches en Inde et au Népal. De 1803 à 1804, il est le chirurgien du gouverneur général de l’Inde, Lord Wellesley (1760-1842) à Calcutta, où il organise également un zoo connu aujourd’hui sous le nom du zoo Alipore de Calcutta. En 1814, il succède à William Roxburgh (1759-1815) au poste de directeur du jardin botanique de Calcutta, mais il doit retourner en Grande-Bretagne en 1815 à cause de sa santé défaillante.
Né Francis Buchanan, il ajoute le nom Hamilton après son patronyme lorsqu’il reçoit la succession de sa mère.
Il fait paraître en 1822, An account of the fishes found in the river Ganges and its branches, en 1807 A Journey from Madras through the Countries of Mysore, Canara and Malabar et en 1819 An Account of the Kingdom of Nepal. Il a aussi récolté et décrit de nombreuses plantes de ces régions.
Edward Blyth (1810-1873) a dédié deux espèces à Buchanan : le bruant à cou gris (Emberiza buchanani Blyth, 1844) et la fauvette-roitelet à front roux (Prinia buchanani Blyth, 1845).

## Œuvres
- (en) Francis Buchanan Hamilton, An Account of the Kingdom of Nepal and of the Territories Annexed to this Dominion by the House of Gorkha, Edinburgh, A. Constable, 1819 (lire en ligne), p. 232